# ZAC Saint-Laurent
Pour les articles homonymes, voir Saint-Laurent.

La ZAC Saint-Laurent est une zone d'aménagement concerté de l'île de La Réunion, département d'outre-mer français dans le sud-ouest de l'océan Indien. Elle constitue un quartier de la commune de La Possession.